# Conidophryidae
Famille
Les Conidophryidae sont une famille de Ciliés de la classe des Kinetofragminophora et de l’ordre des Apostomatida.

## Étymologie
Le nom de la famille vient du genre type Conidophrys, dérivé du grec κόνιδιον / konidion, lui-même dérivé de κονίω, « poussière », par allusion aux conidies, ou spores des champignons (qui sont des poussières fertiles), et οφρύς / ophrýs, « cil ; sourcil », peut-être en référence à la forme des trophontes de ce parasite.
Quant à l'épithète spécifique de l'espèce type C. pilisuctor, il est issu du grec πῖλος / pilos, « poil », et du latin suct, « sucer », littéralement « qui suce le poil », par allusion au parasitisme spécifique de cet organisme sur les poils des crustacés.

## Description
Chatton et Lwoff présentent ainsi l'espèce type Conidophrys pilisuctor

« Divers Amphipodes et un Isopode Sphéromien des canaux de Sète et de l'étang de Thau portent, coiffant leurs poils sécréteurs, des parasites immobiles, d'aspect lisse, hyalin et réfringent, et enclos dans une coque sans orifice. Quand le poil est plus long que le parasite, il lui forme une hampe sur laquelle celui-ci s'effile (fig. 1,4, 5, etc.). Quand il est plus court, il est entièrement enveloppé et caché par l'Infusoire dont la coque s'étale en cercle sur le plan cutané de l'hôte (fig. 2). »

Sous sa coque, le parasite, au terme de sa croissance qui lui a donné une forme cucurbitoïde (fig. 5, 6), subit une segmentation distale, itérative, linéaire, qui isole dans autant de chambres des tomites discoïdaux empilés comme des conidies de champignons. Les plus anciens, munis de cils, se libèrent, nagent en glissant sur l'hôte et s'installent sur un poil non occupé.
Sur le Corophium acherusicum Costa (petit crustacé amphipode), qui est, à Sète, son hôte de prédilection, il est presque toujours porté à l'extrémité des poils. Les formes jeunes sont discoïdes comme les tomites et, accolées à la phanère par leur tranche (fig. 3). Elles ont de 12 à 15 μm de diamètre sur 6 à 7 μm d'épaisseur.
Elles coiffent l'orifice apical du poil d'une petite cupule creusée dans leur région distale. Sur la marge opposée, elles montrent une vacuole pulsatile proximale, un macronucleus et un micronucleus, mais aucune trace de cils.
L'accroissement s'effectuant surtout au pôle antérieur ; le parasite mesure alors 50 à 60 μm de long, sur quelque 15 μm de diamètre. Il a pris une forme cylindrique et un galbe incurvé avec concavité du côté libre, entrainant la même flexion de la phanère (le poil hôte).
La multiplication du parasite, adulte appelé « trophonte », commence par la formation d'un premier sillon de clivage (division) sur le pôle distal (c’est-à-dire le plus éloigné de la base) ; un premier segment discoïde se forme, d’épaisseur égale au sixième environ de la longueur du trophonte, et s'en isole par une cloison. Le processus de division se répète pour former un empilement de 2 à 10 tomites.
Le Conidophrys se nourrit des sécrétions de son hôte ; en effet, il s’implante exclusivement sur un orifice sécréteur, entraînant l'hypertrophie de la cellule sécrétrice des seuls poils occupés ; de plus, on observe la dégénérescence du parasite sur les parties mortes, comme les mues, les cadavres, les appendices détachés et les hôtes vivants mais atteints de septicémie bactérienne.

## Réparition
Conidophrys a été principalement trouvé en Méditerranée.

## Liste des genres
Selon GBIF (27 avril 2023) :
- Ascophrys Campillo & Deroux, 1974
- Askoella Fenchel, 1965
- Conidophrys Chatton & Lwoff, 1934[1]
  - Espèce type : Conidophrys pilisuctor Chatton & Lwoff, 1934

## Systématique
Le nom valide de ce taxon est Conidophryidae Kirby, 1941.
Chatton et Lwoff avaient initialement créé la famille des Pilisuctoridae (littéralement « qui suce le poil ») pour y classer le genre Conidophrys.